# Ozymandias (nouvelle)
Pour les articles homonymes, voir Ozymandias.
 Ozymandias (titre original : Ozymandias) est un roman court de science-fiction de Robert Silverberg.

## Titre
Ozymandias est l'un des noms portés par l'illustre Ramsès II, pharaon de l'Égypte antique.
Au XIXe siècle, c'est le titre d'un poème de Shelley, écrit en 1817, faisant référence à ce pharaon : Ozymandias, ainsi qu'un poème d'Horace Smith, portant sur le même sujet et aussi intitulé Ozymandias.

## Publications
Entre 1958 et 2014, la nouvelle a été éditée à une quinzaine de reprises dans des recueils de nouvelles de Robert Silverberg ou des anthologies de science-fiction.

### Publications aux États-Unis
La nouvelle est parue en 1958 sous le titre Ozymandias dans le magazine Infinity Science Fiction.
Elle a ensuite été régulièrement rééditée dans divers recueils de Robert Silverberg et diverses anthologies.

### Publications en France
La nouvelle est publiée en France :
- dans Galaxie (1re série), no 56, juillet 1958 ;
- dans l'anthologie Signaux du silence, éd. Casterman, août 1979  (ISBN 2-203-22628-5);
- en 2002 dans le recueil Le Chemin de la nuit, avec une traduction d'Hélène Collon, avec une nouvelle édition en livre de poche chez J'ai lu en 2004. La nouvelle est donc l'une des 124 « meilleures nouvelles » de Silverberg sélectionnées pour l'ensemble de recueils Nouvelles au fil du temps, dont Le Chemin de la nuit est le premier tome.

### Publications dans d'autres pays européens
La nouvelle paraît en Allemagne en juillet 1966 sous le titre Die Erbschaft des Todes.
La nouvelle est publiée en Espagne en 1981 sous le titre Ozymandias.
Elle est aussi publiée en Croatie en 1983 sous le titre Ozymandias.

## Résumé
Le narrateur explique que l'expédition intersidérale à laquelle il appartient, composée principalement de militaires, et subsidiairement d'archéologues et d'historiens, arrive sur une planète inconnue d'un système stellaire lointain. Cette expédition a pour but de cartographier une partie des systèmes stellaires d'une région galactique, d'entrer en contact avec des extraterrestres, de déterminer si des ennemis potentiels existent, de découvrir de nouvelles armes, de procéder à des recherches scientifiques d'ordre archéologique.
La planète sur laquelle le vaisseau spatial se pose apparaît inhabitée. Des vestiges de ruines très anciennes montrent qu'elle a connu jadis une civilisation intelligente, aujourd'hui disparue. Le commandant de bord souhaiterait ne pas s'attarder sur la planète, mais face à la fronde des scientifiques, il est obligé de leur laisser une semaine pour qu'ils étudient les ruines. Les scientifiques se répartissent en trois groupes et procèdent aux premières recherches. Si deux équipes ne trouvent rien, en revanche une équipe découvre, à moitié enfoui sous terre, un antique robot qui semble en état de fonctionnement. Ils parviennent à le mettre en marche et le robot leur révèle que le peuple qui habitait la planète était les Thaïquens. L'équipe nomme le robot Ozymandias, en référence à un poème de Shelley, et décide de taire sa découverte aux militaires. À leur retour, ils n'évoquent donc pas le robot.
Néanmoins le commandant n'est pas dupe et fait subtiliser le robot durant la nuit, le faisant ramener à bord. Le lendemain, il explique aux archéologues que l'expédition rentre immédiatement sur Terre, car le robot a dans ses mémoires les schémas d'armes nouvelles extrêmement puissantes : autant que ces armes soient la propriété des États-Unis plutôt que celle de leurs ennemis.
La nouvelle se termine par les phrases suivantes qui renferment la détresse du narrateur face à la peur de voir ces nouvelles armes anéantir un jour la Terre : « Je pensais à la cargaison mortelle que nous transportions, à ce robot si pressé de dégorger son fonds d'informations. Je songeais à ce qui allait arriver lorsque nos scientifiques sur Terre apprendraient ses leçons. L'œuvre des Thaïquens était désormais la nôtre. J'ai repensé au vers de Shelley : « Fais en sorte, ô puissant, d'observer mon ouvrage et enrage ! ».